# Budai szakállasmoly
A  budai szakállasmoly (Glyphipterix loricatella) a lepkék (Lepidoptera) rendjébe tartozó szakállasmolyfélék (Glyphipterigidae) családjának egyik  faja.
Magyarországon a szakállasmolyok közül az egyetlen, mely hazai védettséget élvez.
Fokozottan védett, természetvédelmi értéke 100.000.-Ft, a Vörös könyvben szerepel.
Az Élőhely Bizottság által fokozottan védett „hungaricum” faj (Annex II).

## Felfedezése, lelőhelyei
1833-ban Georg Friedrich Treitschke írta le Magyarországon, a mai Budapest területéről származó példányok alapján. Típuspéldányai a Magyar Természettudományi Múzeum Lepkegyűjteményében találhatóak meg, de az itt gyűjtött példányok is csupán néhány gyűjtőhelyről származnak. 1971 után úgy tűnt végleg kipusztult a magyarországi faunából, több mint húsz éven át egyáltalán nem láttak budai szakállasmolyt. Az utóbbi évek nagy felfedezése volt, hogy sikerült újra megfigyelni példányait a Budai-hegység, és a Pilis domboldalain.
Lelőhelyei 1971 után:
- Budapest, Hármashatár-hegy, 1982.
- Budapest, Csepel, 1988.
- Budapest, Fenyőgyöngye, 1996.
- Budapest, Mátyás-hegy, 1996.
- Budapest, Újlaki-hegy, 1996.
- Pilis hegység, Nagy-Kevély, 1996.
- Törökbálint, 2009.
- Biatorbágy, 2010.[9]

## Előfordulása
Magyarországon kívül Albániában és Romániában található még meg.

## Élőhelye
A lepkék a lankás hegyoldalak-, tölgyes erdők tisztásait kedvelik.
Magyarországon főként  a dolomit és mészkő anyagú Budai-hegység rétjein észlelték példányait.

## Megjelenése
A Magyarországon előforduló szakállasmolyok közül a legnagyobb, de így is kistermetű, testhossza mindössze 18-19 mm.
Sárgásbarna szárnya fehér és ezüstös keresztszalagokkal díszített. Teste hátsó részén fekete háromszögű foltjában, fémesen csillogó kékesezüst pöttyök, fölötte fehéres térben vízszintes fekete párhuzamos vonalak láthatóak.
Szárnyain szakállszerű mintázatot visel, nevét is innen kapta.
Az imágókat a következő növényfajokon figyelték meg:
- Koloncos legyezőfű
- Csabaíre vérfű
- Piros gólyaorr
- Apró nőszirom
- Lenlevelű zsellérke
- Kígyószisz[9]

## Életmódja
Nappali életmódú lepke, de a mesterséges fény is vonzza.
Időjárástól függően május közepétől június közepéig repül, de a megfigyelések szerint egy  felszállásnál nem tesz meg többet 5-10 méternél. 
Az imágó májusban repül, általában 20-30 cm magasságban a talaj felszíne fölött.
A faj ritkaságát mutatja, hogy hernyójának fejlődése és annak tápnövényei mind a mai napig ismeretlenek.

## A Magyar Természettudományi Múzeum Állattárában találhatók példányok
| Lelőhely                        | Dátum         | Dátum       | Megjegyzés                    |
| ------------------------------- | ------------- | ----------- | ----------------------------- |
| Budapest, Széchenyi-hegy        | 1897.05.30.   |             | Nappali gyűjtés               |
| Budapest, Svábhegy              | 1899.05.28.   |             | Nappali gyűjtés               |
| Budapest                        | 1940.06.17.   |             | Nappali gyűjtés               |
| Budaörs, Csiki-hegyek           | 1944. 05. 29. | 1944.06.04. | Nappali gyűjtés               |
| Nagykovácsi, Julianna major     | 1951.06.08.   | 1952.05.20. | Nappali gyűjtés               |
| Budakeszi, Hársbokor-hegy       | 1952.05.20.   |             | Nappali gyűjtés               |
| Budapest, Hármashatár-hegy      | 1955.05.29.   | 1996.05.18. | Nappali gyűjtés               |
| Budaörs                         | 1960.05.20.   | 1960.05.22. | Nappali gyűjtés               |
| Budaörs                         | 1965.05.25.   |             | Nappali gyűjtés               |
| Budapest, Orbán-hegy            | 1971.05.24.   |             | Éjszakai, fénycsapdás gyűjtés |
| Budapest, Csepel, Attila u. 46. | 1988.05.23.   |             | Nappali gyűjtés               |

## Hasonló faj

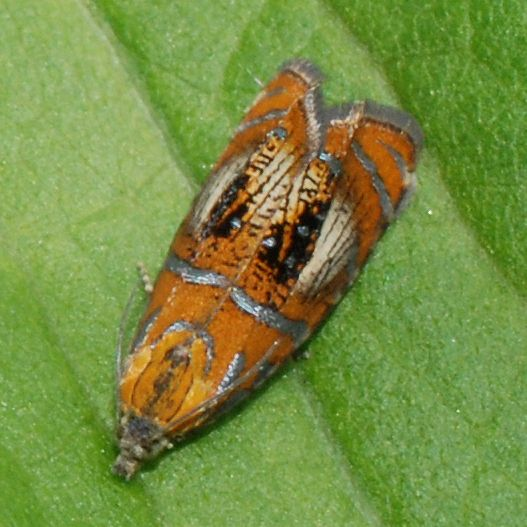
Avarevő tükrösmoly

A budai szakállasmoly megfigyelését nehezíti a hozzá nagyon hasonló avarevő tükrösmoly jelenléte. Nem szakértő megfigyelő könnyen összetévesztheti őket, mert méretében, színében, mintázatában nagyon hasonlít ez a sodrómoly faj a szakállasmolyhoz. 
Hasonló méretük és mintázatuk ellenére a két faj között jelentős különbségek is vannak. A legszembetűnőbb a budai szakállasmoly elülső szárnya, mely keskenyebb és valamivel világosabb színű is, belső szegélyéről két ezüstös szalag indul, az ékfoltjai is ezüstösen csillogóak. Az avarevő tükrösmoly szalagjai, ékfoltjai sötétebbek, elhelyezkedésük és számuk is eltér, repüléskor is érvényesül a sötétebb színezet. 
Pihenni  magasabban, galagonyák, kőrisek levelein szokott, zavarás esetén néhány kör megtétele után visszatér a pihenőhelyére. Leginkább sziklagyepek szélén és cserjék közelében figyelhető meg. A budai szakállasmoly ezzel ellentétben csak kivételes esetekben, szorosan záródó sziklagyep esetén tartózkodik cserjék közelében, inkább a növényzet felett repül és a fűszálakon pihen.

## Képforrások
- http://www.flickriver.com/photos/nagysandor/18259506330/
- http://www.lepidoptera.crimea.ua/0110/0904_Glyphipterigidae/Glyphipterix_loricatella.htm
- https://web.archive.org/web/20171208110039/http://enfo.agt.bme.hu/drupal/node/8125